# オリバー・マルティニ
オリバー・マルティニ（Oliver Martini, 1971年12月12日 - ）は、イタリアのレーシングドライバー。国際F3000、ユーロシリーズ3000などに出場した。1997年のイタリアF3チャンピオン。
兄のピエルルイジ・マルティニは、1985年、1988年から1995年までF1に出場し、 1999年のル・マン24時間レースで総合優勝したドライバー。叔父であるジャンカルロ・マルティニもレーシングドライバーであった。